# Saint-Thomas, Haute-Garonne
Saint-Thomas là một xã ở tỉnh Haute-Garonne vùng Occitanie tây nam nước Pháp. Xã Saint-Thomas, Haute-Garonne nằm ở khu vực có độ cao 320 mét trên mực nước biển.